# أنطونيو سانشيز
أنطونيو سانشيز (بالإسبانية: Antonio Sánchez Cabeza) (5 فبراير 1985 برشلونة إسبانيا - ) هو لاعب كرة قدم إسباني يلعب كمدافع.

## روابط خارجية
- أنطونيو سانشيز على موقع Soccerway.com (الإنجليزية)
- أنطونيو سانشيز على موقع AS.com (الإسبانية)